# Les Martiens (scientifiques)

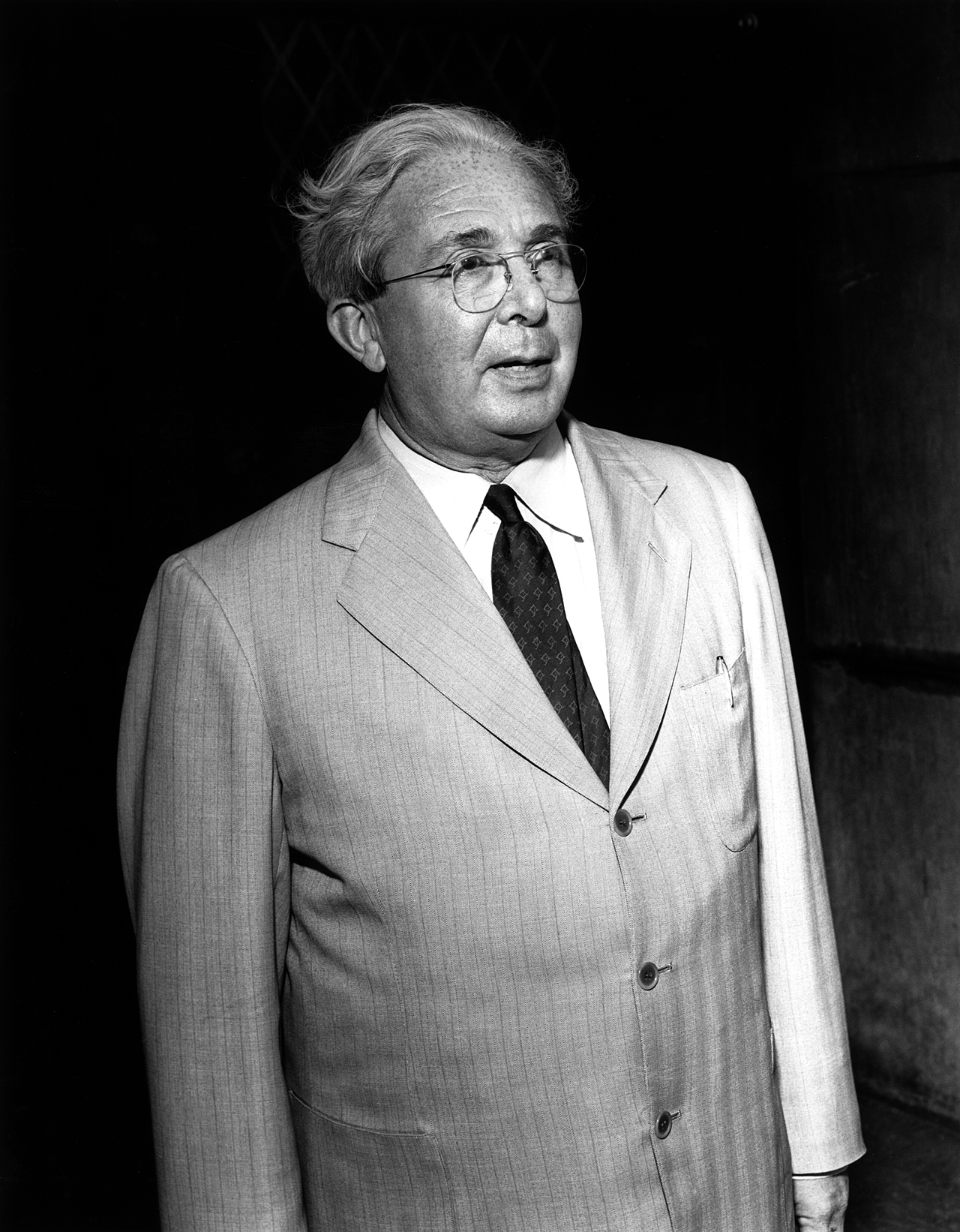
Leó Szilárd.

« Les Martiens » (en hongrois : A marslakók) est un terme utilisé pour désigner un groupe d'éminents scientifiques hongrois (principalement, mais pas exclusivement, des physiciens et des mathématiciens) qui ont émigré aux États-Unis au début du XXe siècle.
Leó Szilárd, qui a suggéré en plaisantant que la Hongrie était une façade pour les extraterrestres de Mars, a utilisé ce terme. En réponse à la question de savoir pourquoi il n'y a aucune preuve de vie intelligente au-delà de la Terre malgré la forte probabilité qu'elle existe, Szilárd a répondu : « Ils sont déjà ici parmi nous – ils se disent simplement Hongrois. ». Cette réplique est présentée dans le livre de György Marx (en) La Voix des Martiens.

## Personnes fréquemment incluses dans la description
Paul Erdős, Paul Halmos, Theodore von Kármán, John G. Kemeny, John von Neumann, George Pólya, Leó Szilárd, Edward Teller et Eugene Wigner font partie du groupe des Martiens.
On nomme parfois aussi comme faisant partie de ce groupe Dennis Gabor, Ervin Bauer (en), Róbert Bárány, George de Hevesy, Nicholas Kurti, George Klein (en), Eva Klein, Michael Polanyi et Marcel Riesz, bien qu'ils n'aient pas émigré aux États-Unis.
Loránd Eötvös, Kálmán Tihanyi, Zoltán Lajos Bay, Victor Szebehely (en), Albert Szent-Györgyi, Georg von Békésy, John Harsanyi et Maria Telkes sont souvent mentionnés[Quoi ?] en rapport.
Elizabeth Róna, spécialiste hongroise de chimie nucléaire qui a émigré aux États-Unis en 1941 pour travailler sur le projet Manhattan et a découvert l'« uranium-Y » (231Th), est une collègue, mais n'est généralement pas incluse.

## Origine du nom

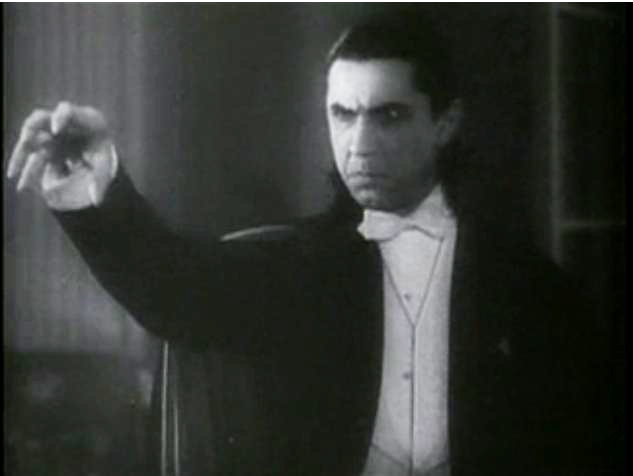
Bela Lugosi dans Dracula.

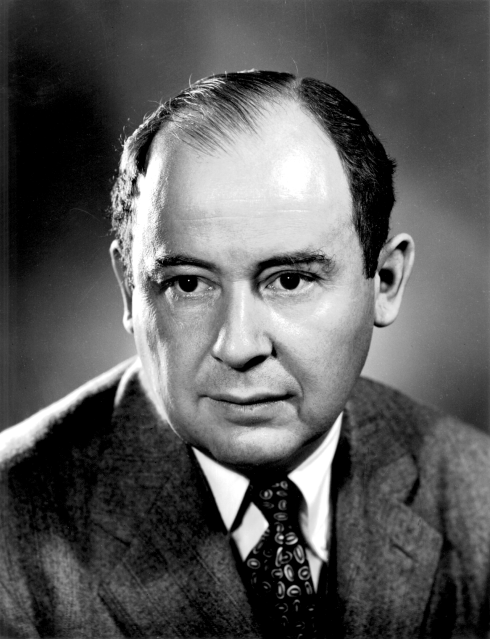
John von Neumann à Los Alamos.

Comme ils parlaient tous anglais avec un fort accent (rendu célèbre par l'acteur d'horreur Bela Lugosi), ils étaient considérés comme des marginaux dans la société américaine. Les scientifiques hongrois étaient apparemment surhumains dans l'intellect, parlaient une langue maternelle incompréhensible et venaient d'un petit pays obscur. Cela les a conduits à être appelés « Martiens », un nom qu'ils ont adopté en plaisantant.
La blague était que les scientifiques hongrois sont en fait les descendants d'une force d'éclaireurs martiens qui a atterri à Budapest vers 1900 et est partie plus tard après que la planète a été jugée inappropriée, mais laissant derrière eux des enfants de plusieurs femmes terriennes, des enfants qui sont tous devenus des scientifiques célèbres. John von Neumann a cité comme preuve factice pour étayer cette affirmation la proximité géographique des lieux de naissance des Martiens et le cheminement de carrière bien traçable, qui a commencé par un intérêt pour la chimie et a conduit l'individu en question vers les universités allemandes où il s'est orienté vers la physique, après quoi le Martien a quitté l'Europe pour les États-Unis.
L'histoire originale du livre de György Marx (en) La Voix des Martiens :

« L'univers est vaste, contenant des myriades d'étoiles... probablement avec des planètes autour d'elles… Les choses vivantes les plus simples se multiplieront, évolueront par sélection naturelle et se complexifieront jusqu'à ce que finalement des créatures actives et pensantes émergent… Aspirant à de nouveaux mondes… elles devrait se répandre à travers toute la Galaxie. Ces personnes hautement exceptionnelles et talentueuses pourraient difficilement ignorer un endroit aussi magnifique que notre Terre. –  « Et donc », Fermi en est venu à sa question accablante, « si tout cela s'est passé, ils devraient être arrivés ici maintenant, alors où sont-ils ? » –  C'est Leo Szilard, un homme avec un sens de l'humour espiègle, qui fournit la réponse parfaite au paradoxe de Fermi : « Ils sont parmi nous, dit-il, mais ils se disent Hongrois. »

Quand la question a été posée à Edward Teller — qui était particulièrement fier de son monogramme, E.T. (abréviation de « extraterrestre ») —, il parut inquiet et dit : « Von Kármán a dû parler. ».
Selon György Marx, l'origine extraterrestre des scientifiques hongrois est prouvée par le fait que les noms de Leó Szilárd, John von Neumann et Theodore von Kármán ne figurent pas sur la carte de Budapest, mais sur la Lune se trouvent des cratères portant leurs noms :
- le cratère Szilard (en),
- le cratère Von Neumann (en),
- le cratère Von Kármán.

## Scientifiques d'Europe centrale qui ont émigré aux États-Unis

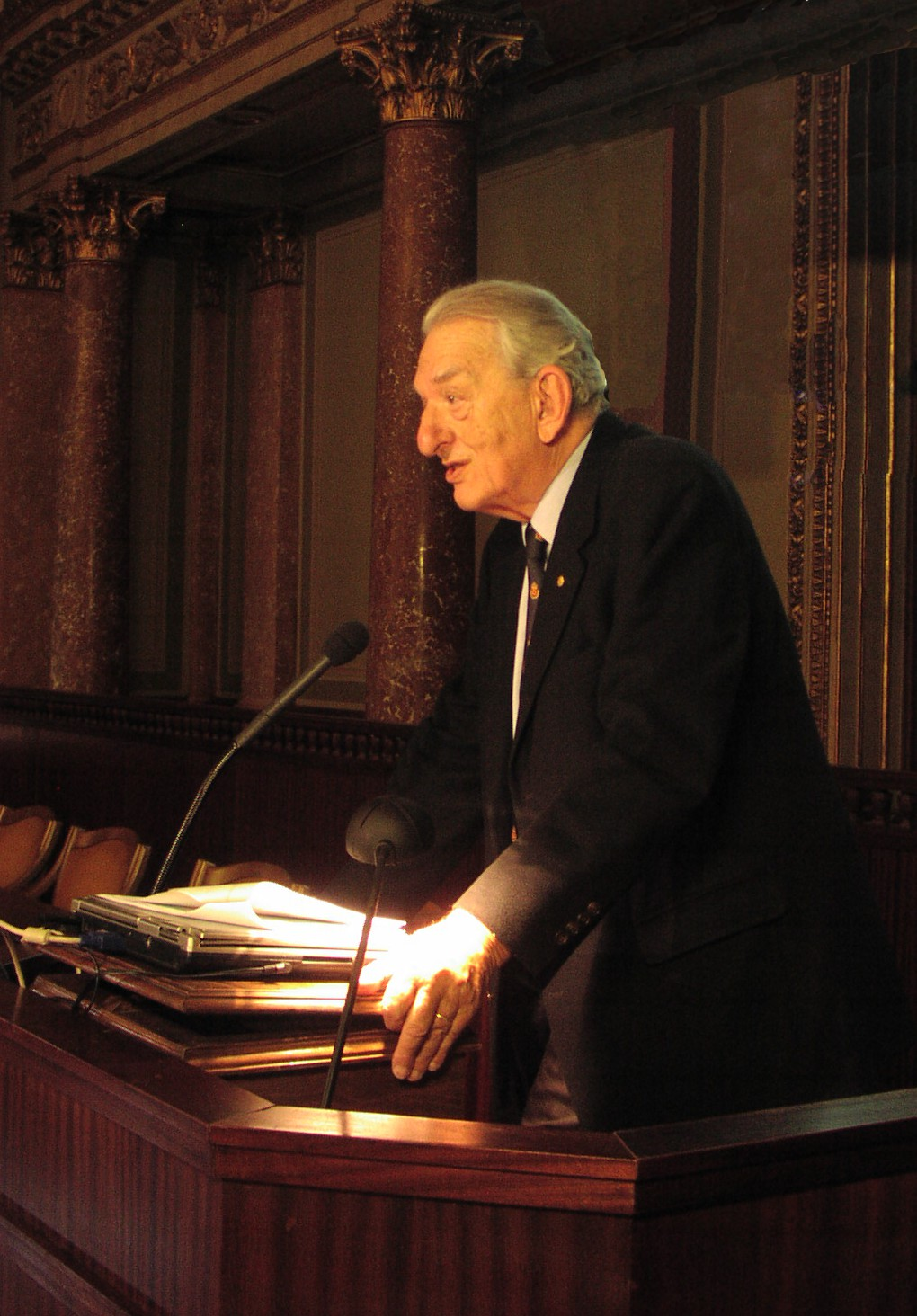
George Olah donnant une conférence dans la salle de cérémonie de l'Académie hongroise des sciences avec le titre Nouvelle opportunité dans la politique énergétique : symbiose de la politique économique et de l'économie du méthanol – Opportunités en Hongrie.

Pendant et après la Seconde Guerre mondiale, de nombreux scientifiques d'Europe centrale ont émigré aux États-Unis, principalement des réfugiés juifs fuyant le nazisme. Plusieurs d'entre eux venaient de Budapest et jouèrent un rôle dans le progrès scientifique américain (par exemple le développement de la bombe atomique).
« Mais en juin 1948, j'ai dû démissionner de l'Institut car la situation politique ne leur permettait plus d'employer un anti-marxiste déclaré comme moi. Cependant, Anne (la future épouse de Harsanyi) a continué ses études. Mais elle fut continuellement harcelée par ses camarades communistes pour rompre avec moi en raison de mes opinions politiques, mais elle ne l'a pas fait. Cela lui a fait se rendre compte, avant moi, que la Hongrie était en train de devenir un pays complètement stalinien et que la seule solution sensée pour nous était de quitter la Hongrie. »[réf. nécessaire]

## Liste des «Martiens»

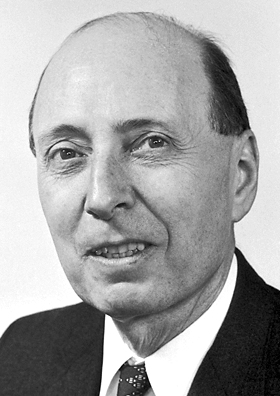
Eugene Wigner.

Selon György Marx (en), « Les Martiens » sont les suivants :
| Nom                 | Nom hongrois          | Année de naissance | Année de décès | École secondaire                       | Alma mater (Université)                                                              | Spécialité                                   |
| ------------------- | --------------------- | ------------------ | -------------- | -------------------------------------- | ------------------------------------------------------------------------------------ | -------------------------------------------- |
| Franz Alexander     | Alexander Ferenc      | 1891               | 1964           |                                        | Université de Göttingen                                                              | Médecine Psychologie                         |
| Paul Erdős          | Erdős Pál             | 1913               | 1996           | Szent István Gimnázium (hu) (Budapest) | Université Loránd-Eötvös                                                             | Mathématiques                                |
| Peter Carl Goldmark | Goldmark Péter Károly | 1906               | 1977           |                                        | Université technique de Vienne Université technique de Berlin                        | Physique                                     |
| Paul Halmos         | Halmos Pál            | 1916               | 2006           |                                        | Université de l'Illinois à Urbana-Champaign                                          | Mathématiques                                |
| John Harsanyi       | Harsányi János        | 1920               | 2000           | Fasori Gimnázium (en)                  | Université de Lyon Université Loránd-Eötvös Université de Sydney Université Stanford | Économie                                     |
| Theodore von Kármán | Kármán Tódor          | 1881               | 1963           | Trefort (hu)                           | Université polytechnique et économique de Budapest                                   | Mathématiques Physique                       |
| John G. Kemeny      | Kemény János          | 1926               | 1992           | Berzsenyi (hu)                         | Université de Princeton                                                              | Mathématiques                                |
| Cornelius Lanczos   | Lánczos Kornél        | 1893               | 1974           | Ciszterci Szent István Gimnázium (hu)  | Université de Budapest Université de Szeged                                          | Mathématiques Physique                       |
| Peter Lax           | Lax Péter             | 1926               |                |                                        | Université de New York                                                               | Mathématiques                                |
| John von Neumann    | Neumann János         | 1903               | 1957           | Fasori Gimnázium (en)                  | Université Loránd-Eötvös                                                             | Mathématiques Physique Économie Informatique |
| George A. Olah      | Oláh György           | 1927               | 2017           | Piarista Gimnazium (hu)                | Université polytechnique et économique de Budapest                                   | Chimie                                       |
| Egon Orowan         | Orován Egon           | 1902               | 1989           | Leövey Klára Gimnázium (hu)            | Université de Vienne Université technique de Berlin                                  | Physique                                     |
| John Polanyi        | Polányi János         | 1929               |                | Trefort[réf. souhaitée]                | Université de Manchester                                                             | Chimie                                       |
| George Pólya        | Pólya György          | 1887               | 1985           | Berzsenyi (hu)                         | Université Loránd-Eötvös                                                             | Mathématiques                                |
| Leó Szilárd         | Szilárd Leó           | 1898               | 1964           |                                        | Université polytechnique et économique de Budapest                                   | Physique Biologie                            |
| Valentine Telegdi   | Telegdi Bálint        | 1922               | 2006           |                                        | Université de Lausanne École polytechnique fédérale de Zurich                        | Physique                                     |
| Edward Teller       | Teller Ede            | 1908               | 2003           | Fasori Gimnázium (en) Trefort (hu)     | Institut de technologie de Karlsruhe Université de Leipzig                           | Physique                                     |
| Eugene Wigner       | Wigner Jenő           | 1902               | 1995           | Fasori Gimnázium (en)                  | Université technique de Berlin                                                       | Physique                                     |